# Frederico Curado
Frederico Fleury Curado (Rio de Janeiro, 1961) é um engenheiro mecânico brasileiro, foi diretor presidente da Embraer de 2007 a 2016. Também foi diretor presidente do Grupo Ultra de 2017 a 2022.

## Biografia
Natural do Rio de Janeiro, formado pelo Instituto Tecnológico de Aeronáutica (ITA), é um executivo que assumiu a presidência da então EMBRAER em 2007, sucedendo Maurício Botelho.
Frederico Curado recebeu um título de bacharel em engenharia mecânica-aeronáutica pelo ITA, uma pós-graduação em comércio exterior pela Fundação Getúlio Vargas e um mestrado executivo em administração de empresas pela Universidade de São Paulo.